# Rocky steps

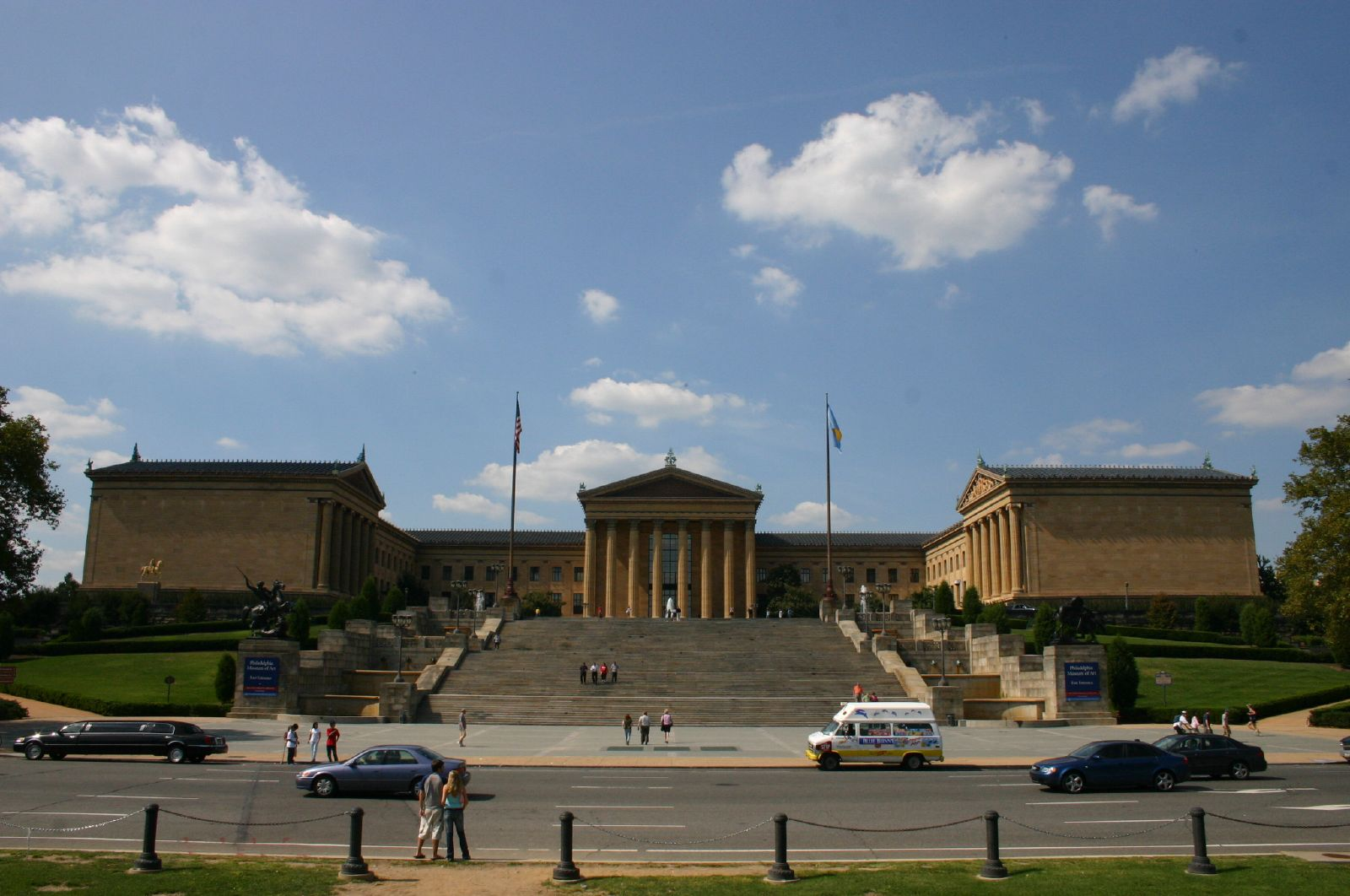
Entrada frontal y escaleras del Museo de Arte de Filadelfia.

Los Rocky steps (en castellano: escalones de Rocky) son los escalones frontales del Museo de Arte de Filadelfia, en Filadelfia (Pensilvania, Estados Unidos). Aparecen en la película Rocky y en algunas de sus secuelas, como Rocky II, III, V, Rocky Balboa y Creed (Rocky VII)  en las que el protagonista sube las escaleras al ritmo de la canción «Gonna Fly Now». Los turistas e incluso los propios ciudadanos suelen imitar a Rocky subiendo los escalones. Se colocó, temporalmente, una estatua de bronce de Rocky para la película Rocky III. La estatua está actualmente colocada abajo, a la derecha de los escalones.
Desde arriba se ve el Eakins Oval, el Benjamin Franklin Parkway y el Ayuntamiento de Filadelfia.

## Estatua de bronce
En 1981, Sylvester Stallone encargó a A. Thomas Schomberg la creación de una estatua de bronce del personaje Rocky. Se hicieron dos estatuas, una de las cuales se colocó en lo alto de los escalones para la película Rocky III; la otra se puso a subasta en eBay, con una puja inicial de 5.000.000 de dólares, para recaudar fondos para el International Institute for Sport and Olympic History, pero no llegó a venderse por ese precio. Otras cuantas veces se puso a partir de 1 millón de dólares, sin conseguir venderse tampoco.
Tras completar la grabación de la película, se movió la estatua frente al Wachovia Spectrum.
Para la grabación de Rocky V, Mannequin y Filadelfia, volvió a colocarse en su lugar original. Tras terminar la filmación, se llevó nuevamente al Spectrum.
El 8 de septiembre de 2006, la estatua de Rocky volvió a colocarse en el Museo de Arte, sobre un pedestal, abajo de los escalones, a la derecha del Museo. La ceremonia incluía música en directo, el primer tráiler de Rocky Balboa y un visionado gratuito de la primera película de Rocky. El alcalde John Street dijo que los Rocky steps eran una de las mayores atracciones turísticas de Filadelfia, y que Stallone, que era neoyorquino, había sido adoptado por Filadelfia.